# 凱西·巴恩菲爾德
凱西·露易莎·巴恩菲爾德（1988年1月14日—），通稱為「凱西·巴恩菲爾德」，也被稱作為「凱西·克拉克」，是一位英國女演員，最初她以童星身分出演長篇電視連續劇《格蘭其山》飾演麥迪·吉爾克斯（Maddie Gilks）並在劇中出演六季，直到她成年之後出演《惡靈古堡4：陰陽界》飾演克莉絲托·瓦特斯（Crystal Waterst）和《中間人》飾演凱蒂·蘇瑟蘭（Katie Sutherland）才打開知名度。2013年她也在《足球流氓3》擔任女主角莫莉（Molly）。
2014年，凱西在英國時尚生活雜誌《男人幫》全球100位最性感女性中排名第99名。

## 簡介
凱西出生於恩菲特倫敦自治市，1997年她開始演藝事業。父親馬爾科姆·巴恩菲爾德（Malcolm Barnfield）是恩菲爾德鎮房地產代理巴恩菲爾德（Barnfield）公司的合夥人，母親凱倫·巴恩菲爾德（Karen Barnfield）是前模特兒，但他們雙方於2010年離婚，凱西有一個弟弟和妹妹。
另外，她的表姊為女演員維多利亞·雪特。